# Ljubunci
Ljubunci su naseljeno mjesto u općini Prozor-Rama, Federacija Bosne i Hercegovine, BiH.

## Stanovništvo

### 1991.
Nacionalni sastav stanovništva 1991. godine, bio je sljedeći:
ukupno: 453
- Hrvati - 386
- Muslimani - 67

### 2013.
Nacionalni sastav stanovništva 2013. godine, bio je sljedeći:
ukupno: 233
- Hrvati - 212
- Bošnjaci - 20
- ostali, neopredijeljeni i nepoznato - 1

## Poznate osobe
- Mate Kolakušić, pjevač
- Mislav Kolakušić, sudac i političar